# Nguyên Khang
Đoàn Nguyên Khang (sinh ngày 25 tháng 7 năm 1984 tại Thành phố Hồ Chí Minh) là người dẫn chương trình, phát thanh viên đầu tiên của chương trình Xone FM trên Đài tiếng nói Việt Nam. Anh là Quán quân của cuộc thi Cầu vồng - lĩnh vực Người dẫn chương trình của VTV6 năm 2009, quán quân của Sinh ra để tỏa sáng năm 2017 trên VTV3 với sở đoản Nhạc cụ dân tộc.
Anh sử dụng thông thạo tiếng Anh. Biết chơi bốn loại nhạc cụ: piano, đàn nguyệt, đàn nhị, đàn tứ... Anh đã đi được hơn 30 nước trên thế giới.
Anh còn là MC cho nhiều chương trình của HTV7, HTV9, VTV3, THVL1 như Giọng hát Việt, Nhân tố bí ẩn, Không giới hạn - Sasuke Việt Nam, Bước nhảy hoàn vũ, Người hát tình ca,...

## Sự nghiệp
Nguyên Khang là một kỹ sư tốt nghiệp loại giỏi của ngành Vật lý kỹ thuật - Khoa Khoa Học Ứng Dụng của trường Đại học Bách Khoa Thành phố Hồ Chí Minh.
Năm 2003, Nguyên Khang bắt đầu khởi nghiệp khi tham gia vào tình nguyện viên cho Sea Games 22, tình nguyện viên cho chương trình Tàu thanh niên Đông Nam Á và làm sĩ quan liên lạc cho Bộ Thương mại tại APEC - SOM II năm 2006.
Tháng 6 năm 2005, anh đại diện thanh niên Việt Nam tham gia Diễn đàn lãnh đạo thanh niên Châu Á tại Hàn Quốc, Tháng 7 năm 2005 anh đại diện thanh niên Châu Á tham gia Diễn đàn thanh niên Châu Á tại Nhật Bản.
Năm 2005, anh là thí sinh xuất sắc nhất Gameshow Nốt nhạc vui khi còn là sinh viên năm 3, thắng nhất tháng, nhất năm và sau đó thi với hai ca sĩ Lam Trường và Cẩm Ly..
Năm 2006, Nguyên Khang bắt đầu sự nghiệp làm MC của mình qua cuộc thi tìm kiếm người dẫn chương trình của Đài Truyền hình Thành phố Hồ Chí Minh và lọt vào Top 10 thí sinh xuất sắc nhất. Sau đó, Nguyên Khang bắt đầu sự nghiệp bằng cách dẫn các sự kiện đám cưới, đặc biệt là các đám cưới dành cho người nước ngoài tại các khách sạn 5 sao ở Thành phố Hồ Chí Minh với khả năng tiếng Anh trôi chảy của mình khi anh còn học năm 3 của Đại học.
Cùng năm 2006, Nguyên Khang bước vào nghề MC khi dẫn chương trình Thế giới tuổi teen cùng MC Quỳnh Chi. Lúc ấy, anh là Lớp trưởng lớp MC của Nhà Văn Hóa Thanh Niên và tốt nghiệp với kết quả xuất sắc.
Năm 2007, anh bắt đầu công viêc MC cho kênh phát thanh XoneFM với chương trình đầu tiên Tâm sự với FM. Tiếp đến là những Breakfast show, Top40, Friday Live Jam, VN10...
Năm 2009. anh là nhà vô địch đầu tiên của cuộc thi tìm kiếm người dẫn chương trình Cầu vồng do VTV tổ chức. Đây là bước ngoặt lớn trong sự nghiệp làm MC của anh.. Từ đó anh bắt đầu dẫn các chương trình trên VTV6 như Vân tay và Chuyên cơ số 6.
Năm 2012, Nguyên Khang để lại ấn tượng mạnh mẽ với công chúng khi dẫn chương trình cho SV 2012. Từ đó, anh được mời làm MC cho nhiều gameshow lớn nhỏ như Trò chơi âm nhạc, Ngôi sao thiết kế Việt Nam (2014), Hòa âm Ánh sáng (2015), Bài hát hay nhất (2016),...
Đầu năm 2017, anh tạm nghỉ công việc tại XoneFM sau 10 năm cộng tác, sau đó thì quay lại. Đồng thời anh tiếp tục ghi dấu ấn mạnh mẽ với công chúng với những chương trình Giọng hát Việt, Tuyệt đỉnh song ca (phiên bản nhí và Cặp đôi vàng), Biệt đội vui nhộn, Ai sẽ thành sao, Người nghệ sĩ đa tài,...
Ngày 6 tháng 12 năm 2017, Nguyên Khang thực hiện một talkshow được livestream mang tên mình (MrKLive) tại studio do anh và cộng sự phối hợp.
Năm 2018, anh làm Giám đốc Âm nhạc cho The One Radio - chương trình âm nhạc tổng hợp thay thế Xone FM trên VOV3.
Tháng 3 năm 2019, anh được mời làm MC chương trình Confetti Vietnam trên ứng dụng Facebook sau Sam.

## Đời tư
Nguyên Khang là anh trai lớn trong nhà, anh có hai người em gái là Đoàn Thị Anh Kim (em út) hiện đã tốt nghiệp trường Đại học Florida (University of Central Florida) khoa Quản trị Kinh doanh, tại Mỹ. và đã lập gia đình Em kế tốt nghiệp loại giỏi ĐH Khoa học Xã hội và Nhân văn ngành Đông phương học, đã lập gia đình và có hai con. Lúc nhỏ, ba mẹ của Nguyên Khang chia tay nên anh sớm nhận thức được mình là trụ cột của mẹ và em gái. Để có được thành công như hiện tại, Nguyên Khang từng phải trải qua cuộc sống cơ cực và khó khăn.

## Phong cách thời trang
Những bộ trang phục mà Nguyên Khang lựa chọn chủ yếu tôn lên vẻ nam tính và lịch sự. Tuy nhiên không vì thế mà anh bị gò bó vào bất kỳ phong cách nào, Nguyên Khang luôn biết cách làm mình trở nên phù hợp với từng chương trình mà mình đảm nhận vai trò MC. Những bộ cánh được phối hợp đơn giản giữa áo sơ mi lồng trong áo thun cùng chiếc quần jean hoặc kaki cũng đủ khiến cho anh này trở nên cá tính và năng động nhưng không kém phần thời trang.
Trong chương trình Trò chơi âm nhạc, với tính chất giải trí và vui tươi, trẻ trung vì thế cách lựa chọn trang phục mà Nguyên Khang hướng tới cũng thiên về phong cách nam tính và năng động. Bên cạnh việc diện những chiếc áo thun thì những chiếc áo vest lại khiến anh trở nên vô cùng lịch lãm. Tuy nhiên, Nguyên Khang lại cho thấy sự khéo léo của mình khi mix match item vest với những chiếc quần jean để tôn lên nét năng động và trẻ trung của mình mà còn phù hợp với tính chất của chương trình. Còn ở chương trình The X-Factor, những bộ vest được anh chọn chủ yếu là theo gam màu trơn tông xuyệt tông (ton sur ton) giúp tôn lên vẻ sang trọng. Những gam màu được anh thường sử dụng là trắng và đen. Nguyên Khang luôn biết cách làm mới hình ảnh mình để không gây cảm giác nhàm chán, cứng nhắc. Tại chương trình The Remix, Nguyên Khang chọn những trang phục cá tính và độc đáo.
Đôi khi Nguyên Khang thích tạo sự phá cách trong việc phối hợp trang phục bằng việc mix màu sắc đối lập nhau hoặc diện những chiếc vest cách điệu để hình ảnh trở nên đa dạng và phù hợp với trang phục của bạn dẫn. Nguyên Khang thích những trang phục làm bằng chất liệu da. Chiếc áo khoác bóng chày da bóng kết hợp với đôi sneaker mang lại vẻ cá tính và thời trang hay chiếc áo khoác da bóng màu đen cùng tông với quần và giày cũng mang lại vẻ cuốn hút cho anh.

## Một số chương trình đã dẫn

### Chương trình truyền hình

#### Rung chuông vàng
Anh đồng dẫn dắt chương trình cùng với MC Minh Châu.

#### 3 2 1
Anh dẫn dắt chương trình trong suốt thời gian phát sóng.

#### Nhân tố bí ẩn
Anh dẫn dắt chương trình cùng với Thu Thuỷ ở mùa đầu tiên.

#### Sức nước ngàn năm
Anh đảm nhận dẫn dắt chương trình này thay thế vị trí của MC Trịnh Lê Anh từ số phát sóng ngày 24/5/2020 cho đến nay. Ngoài ra, MC Thành Trung và MC Hồng Phúc và MC Ngọc Thịnh là nhân tố mới của chương trình.

#### Biệt đội tài năng
Anh dẫn dắt chương trình trong suốt thời gian phát sóng.

#### Cafe sáng với VTV3
Anh cùng với các MC khác thay phiên dẫn dắt chương trình.

#### Camera cận cảnh
Anh dẫn dắt chương trình cùng với MC Thanh Thảo.

#### Chuyện cảnh giác
Anh dẫn dắt chương trình trong suốt thời gian phát sóng đến hết năm 2018.

#### Chuyên cơ số 6
Trong suốt thời gian phát sóng, anh luôn là người dẫn dắt chương trình.

#### Không giới hạn - Sasuke Việt Nam
Anh dẫn dắt chương trình cùng với nhà báo Lại Văn Sâm ở mùa đầu tiên, dẫn cùng với MC Thành Trung ở mùa thứ 2 và dẫn cùng với Diệp Lâm Anh ở 2 mùa đầu tiên.

#### Mr & Miss 2013
Anh dẫn dắt chương trình trong suốt thời gian phát sóng.

#### Ngôi sao thiết kế thời trang Việt Nam
Anh dẫn dắt chương trình trong suốt thời gian phát sóng.

#### Ngôi sao Việt
Anh dẫn chương trình trong suốt thời gian phát sóng.

#### Hợp ca tranh tài
Anh dẫn dắt chương trình trong suốt thời gian phát sóng.

#### Bước nhảy hoàn vũ
Anh dẫn dắt chương trình cùng với Yến Trang ở mùa thứ 5 và dẫn cùng với Vũ Mạnh Cường ở mùa thứ 8.

#### SV
Anh dẫn dắt chương trình tại khu vực miền Trung và miền Nam (SV 2012), từ vòng loại thứ 2 của khu vực miền Bắc thì anh dẫn dắt cả 3 miền.

#### Hòa âm Ánh sáng
Anh dẫn dắt chương trình cùng với Vũ Ngọc Hoàng Oanh ở mùa đầu tiên.

#### Thử thách đường phố
Trong suốt thời gian phát sóng, anh luôn là người dẫn dắt chương trình.

#### Trò chơi âm nhạc
Anh đảm nhận dẫn dắt chương trình này thay thế vị trí của MC Anh Tuấn từ số phát sóng ngày 7/11/2012 cho đến khi chương trình kết thúc vào ngày 30/12/2015. Ngoài ra, MC Quốc Minh là nhân tố mới của chương trình từ ngày 23/9/2015 đến ngày 28/10/2015.

#### Việt Nam trong tim tôi
Anh dẫn dắt chương trình trong suốt thời gian phát sóng.

#### Bài hát hay nhất
Anh dẫn dắt chương trình cùng với MC Phạm Mỹ Linh ở mùa đầu tiên.

#### Giọng hát Việt
Anh dắt dắt chương trình cùng với Quỳnh Chi và Cát Vũ ở mùa thứ 4.

#### Giọng hát Việt nhí
Anh dẫn dắt chương trình ở đêm chung kết mùa thứ 7.

#### Gặp gỡ Đông Tây
Anh cùng với MC Mai Trang dẫn dắt chương trình trong suốt thời gian phát sóng.

#### Người đi xuyên tường
Anh dẫn dắt chương trình cùng với Liêu Hà Trinh ở mùa thứ 4 và dẫn cùng với Diệu Nhi ở mùa thứ 5.

#### Tôi yêu Việt Nam 2017 - Người hùng thầm lặng
Anh dẫn dắt chương trình trong suốt thời gian phát sóng.

#### Người kết nối
Anh dẫn dắt chương trình trong suốt thời gian phát sóng.

#### Biệt đội vui nhộn
Anh cùng với Ốc Thanh Vân dẫn chương trình trong suốt thời gian phát sóng.

#### Ảo thuật siêu phàm
Anh dẫn dắt chương trình trong suốt thời gian phát sóng

#### Kèo này ai thắng
Anh dẫn dắt chương trình trong suốt thời gian phát sóng.

#### Sắc màu thời gian
Anh dẫn dắt chương trình trong suốt thời gian phát sóng.

#### 1 không 2
Anh dẫn dắt chương trình trong suốt thời gian lên sóng.

#### Khách sạn 5 sao
Anh dẫn dắt chương trình trong suốt thời gian phát sóng.

#### Người đẹp nhân ái
Anh dẫn dắt chương trình trong suốt thời gian phát sóng. Đây là một phần thi của cuộc thi Hoa hậu Việt Nam 2022 được thực hiện dưới dạng truyền hình thực tế.

#### Gieo vần đoán ý
Anh dẫn dắt chương trình trong suốt thời gian phát sóng.

### Chương trình phát thanh

#### Xone FM
Anh dẫn dắt chương trình trong suốt thời gian phát sóng.

### Chương trình chiếu mạng

#### The Khang Show
Anh dẫn dắt chương trình trong suốt thời gian phát sóng. Đây cũng là talkshow do chính anh lên ý tưởng format, nội dung và tổ chức sản xuất. Phiên bản dành riêng cho âm nhạc có tên The Khang Show: Music Wave (hay Sóng tự tình).

## Người chơi - Khách mời
- Cầu vồng (Thí sinh)
- Vì bạn xứng đáng
- Hát với ngôi sao
- Ca sĩ bí ẩn
- Ơn giời cậu đây rồi!
- Ai là triệu phú (Người chơi)
- Sinh ra để tỏa sáng (Thí sinh)
- Người bí ẩn
- Ai thông minh hơn học sinh lớp 5? (Người chơi)
- Nốt nhạc vui
- Khuấy động nhịp đam mê
- Sao Online
- Tam sao thất bản (Người chơi)
- Ký ức vui vẻ (Khách mời)
- Đấu trường siêu việt (Người chơi)
- Giờ thứ 9+ (MC khách mời)
- 5 giây thành triệu phú (Người chơi)
- Điều nhỏ bé kỳ diệu (Khách mời)

## Một số sự kiện
- Đại nhạc hội Mipec Tower 229 Tây Sơn (3/10/2012)
- Gala Tỏa sáng tuổi 30 (22/6/2014)
- Ấn tượng VTV 2014 (5/9/2014)
- Casper Spring Seminar 2018 - Good to Great (15/3/2018)
- Ngày thợ Casper (20/4/2018)
- Đại hội Tea Plus - Đi trên nước, dìm không chìm (12/5/2018)
- Chung kết Liên hoan tiếng hát toàn quốc Hoa Phượng Đỏ toàn quốc 2019
- Đại nhạc hội Honda Việt Nam - Thống lĩnh đỉnh cao (13/7/2019)
- Chung kết Hoa hậu Thế giới Việt Nam 2019, 2022
- Chung kết Mister Vietnam 2019, 2024
- VPBank Private Concert - Vườn Thịnh Vượng (2021)
- Define a new norm - Định nghĩa chuẩn mực mới (14/2/2022)
- Blue Night - Dạ tiệc ánh trăng (Thành phố Hồ Chí Minh, 6/9/2022)
- Lễ hội Thành Tuyên 2022
- Họp báo khởi động cuộc thi Hoa hậu Siêu quốc gia Việt Nam và cử đại diện Việt Nam tham dự Hoa hậu Siêu quốc gia 2022
- Chung khảo Hoa hậu Việt Nam 2022
- Liveshow Chạm (2023)
- Lễ hội sông nước Thành phố Hồ Chí Minh 2023 - Dòng sông kể chuyện (6/8/2023)
- Amazing Binh Dinh Fest 2024 (22/3/2024)
- Chung kết Nam vương Thế giới Việt Nam 2024 (13/7/2024)
- Bán kết Hoa hậu Du lịch Việt Nam 2024 (6/7/2024)
- Nhạc hội Love Story 3 (4/8/2024)
- Bán kết Miss Universe Vietnam 2024 (11/9/2024)
- Tình nghệ sĩ - Nghĩa tình phương nam (22/9/2024)
- Họp báo công bố đại diện Việt Nam tham dự Hoa hậu Liên lục địa/Hoa hậu Quốc tế 2024 (8/10/2024)
- Liveshow Anh em kết đoàn 2 (1/3/2025)
- Chung kết Hoa hậu Trái Đất Việt Nam 2025 (28/6/2025)
- Đại nhạc hội Tổ quốc trong tim (10/8/2025)